# Bezau
Bezau – gmina targowa w Austrii, w kraju związkowym Vorarlberg, w powiecie Bregencja. Liczy 2011 mieszkańców (1 stycznia 2015).

## Ludzie urodzeni w Bezau
- Toni Innauer, skoczek narciarski